# Ходко з Библа
Ходко з Библа, або Ходко Бибельський — галицький боярин, представник відомого давньоукраїнського роду Бибельських.

## Життєпис
У документах згадується в 1353—1393 роках. Найвпливовіший феодал Галичини другої половини XIV століття, по жіночій лінії поріднений з династією Романовичів, прихильник польського короля Казимира ІІІ. Останній у 1361 році підтвердив права на його «дідину» (тобто маєтність діда, що була затверджена королем Львом). У 1406 році король Владислав II Ягайло перезатвердив та примножив надання синам Ходка Андрію та Грицьку. Також у привілеї короля Лева було вказане село Комаровичі, однак давніше затвердження короля датували 1361 роком. Діти:
- Андрійко (Андрій), правдоподібно, мав дітей
- Грицько
- Васько (Васько Дядькович?)

Можливо, його донька — дружина Михайла Гольшанського.